# Kanu (calciatore 1997)
Victor Hugo Soares dos Santos, meglio noto come Kanu (Duque de Caxias, 7 marzo 1997), è un calciatore brasiliano, difensore del Bahia.

## Caratteristiche tecniche
È un difensore centrale.

## Carriera
Cresciuto nel settore giovanile del Botafogo, ha esordito in prima squadra il 25 gennaio 2018 disputando l'incontro di Campionato Carioca vinto 2-1 contro il Macaé.

## Palmarès

### Club

#### Competizioni nazionali
- Campeonato Brasileiro Série B: 1

Botafogo: 2021

#### Competizioni statali
- Campionato Baiano: 2

Bahia: 2023, 2025